# Мантинея
Мантинея (на гръцки: Mαντίνεια, Мантиния) е град в Гърция в централен Пелопонес, част от едноименната административна област (Пелопонес). В Античността тук са се състояли две големи битки – през 418 г. пр.н.е. и през 362 г. пр.н.е..